# Пайові цінні папери
Пайові цінні папери — це цінні папери, які посвідчують участь їх власника у статутному капіталі (крім інвестиційних сертифікатів та сертифікатів ФОН), надають власнику право на участь в управлінні емітентом (крім сертифікатів ФОН), право на отримання частини прибутку, загалом у вигляді дивідендів, та частини майна у разі ліквідації емітента (крім сертифікатів ФОН).
До пайових цінних паперів належать:
1. акції;
2. інвестиційні сертифікати;
3. сертифікати фондів операцій з нерухомістю (сертифікати ФОН).

Акції — цінні папери, що посвідчують майнове право їх власника, — право на участь в управлінні товариством; право на отримання частини прибутку (дивіденди) та частини залишкової вартості підприємства у випадку ліквідації.
Інвестиційні сертифікати — цінні папери, які випускаються інвестиційними фондами чи інвестиційними компаніями і надають їх власнику право на отримання доходу у вигляді дивідендів або за рахунок зростання курсової вартості сертифікатів.
Сертифікати ФОН — цінні папери, що надають їх власнику право на отримання прибутку після закінчення строку, на який був створений відповідний ФОН, та право вимагати дотримання обмежень прав довірчої власності управителями.